# Parc Geisendorf
Pour les articles homonymes, voir Geisendorf.
Le parc Geisendorf est un jardin public situé à Genève, en Suisse.
Il a été acheté par la ville en 1931 aux héritiers de Charles-Marc Geisendorf, d'où son nom. D'une taille de 51 300 m2, il était auparavant utilisé comme domaine agricole jusqu'au XVIIIe siècle. Un article paru le 18 juin 2020 dans la Tribune de Genève, "Quand le parc Geisendorf s’appelait Surinam", retrace l'histoire du parc, et notamment l'histoire coloniale liée au premier propriétaire du domaine, Jean-Zacharie Robin, qui l'a acheté aux Lucadou-Naville.
Le parc comporte en son centre, une École, répartie sur 3 bâtiments et qui est inscrite comme bien culturel suisse d'importance nationale. 
En 2006, le réalisateur Frédéric Baillif a réalisé un documentaire intitulé « la bande du parc Geisendorf » qui suit une bande de jeunes se retrouvant généralement dans ce parc.

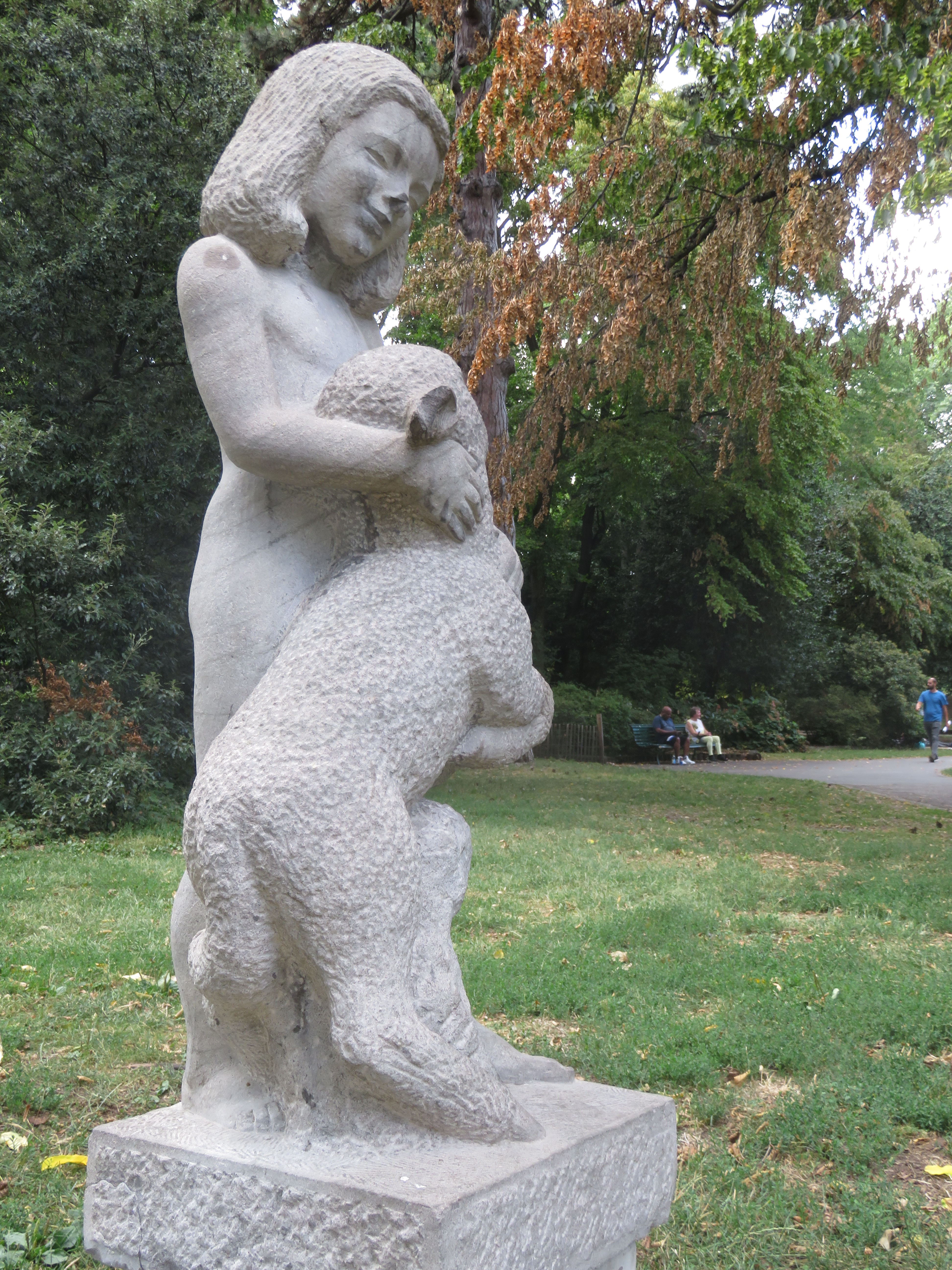
L'Enfant et la Brebis, Luc Jaggi
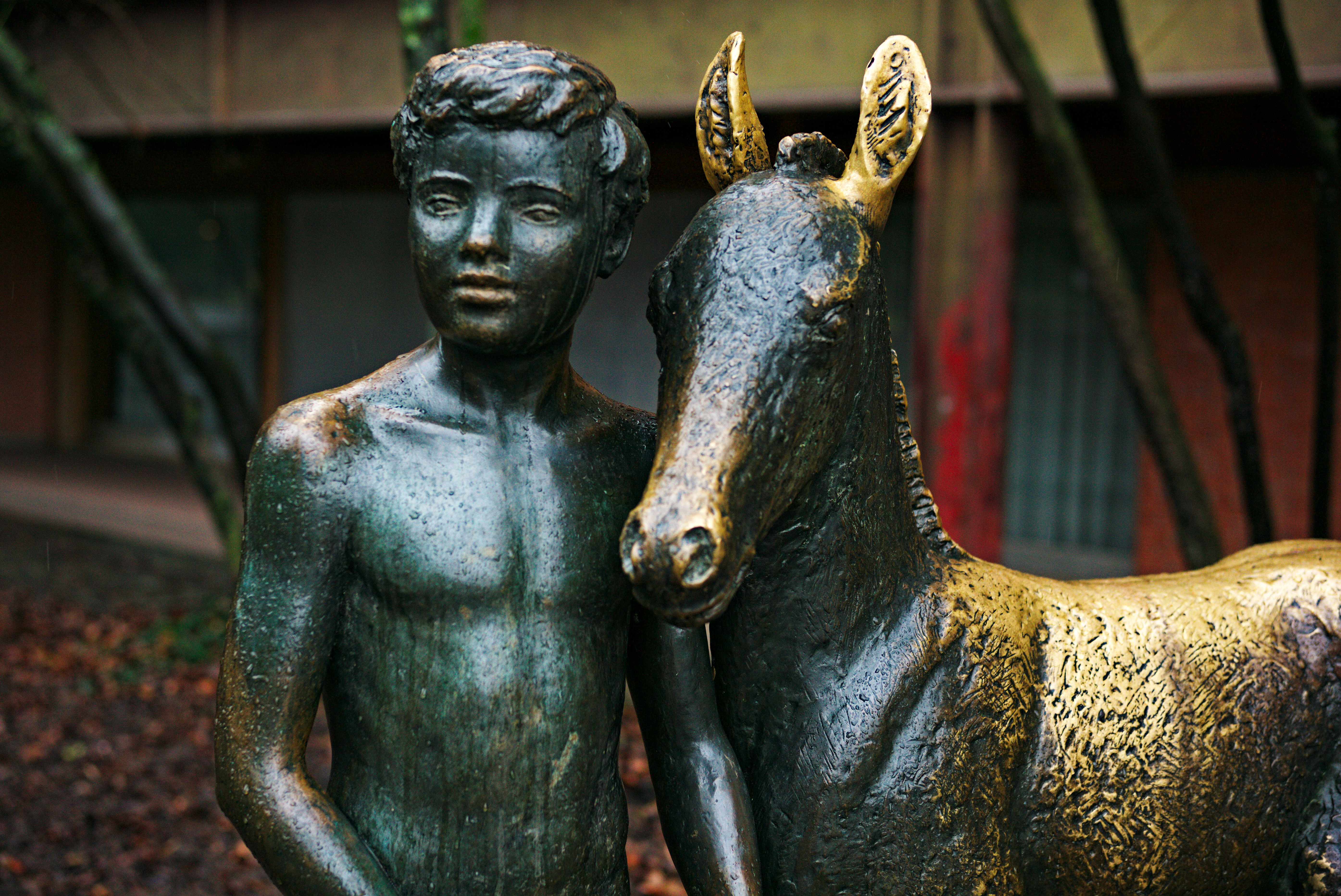
L'Enfant et le Poulain, Luc Jaggi
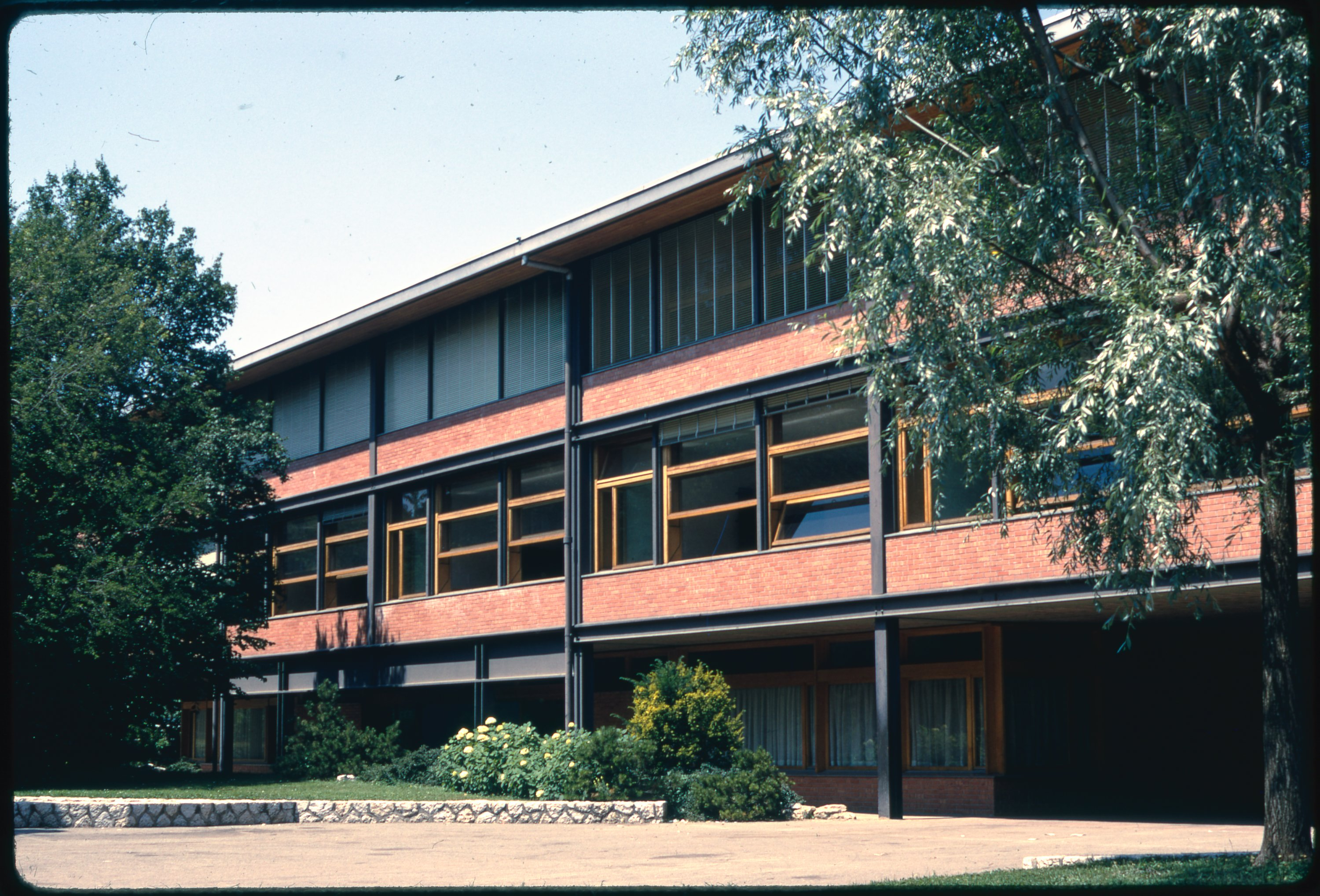
Bâtiment "Central" de l'Ecole Geisendorf